# Ústavní církev

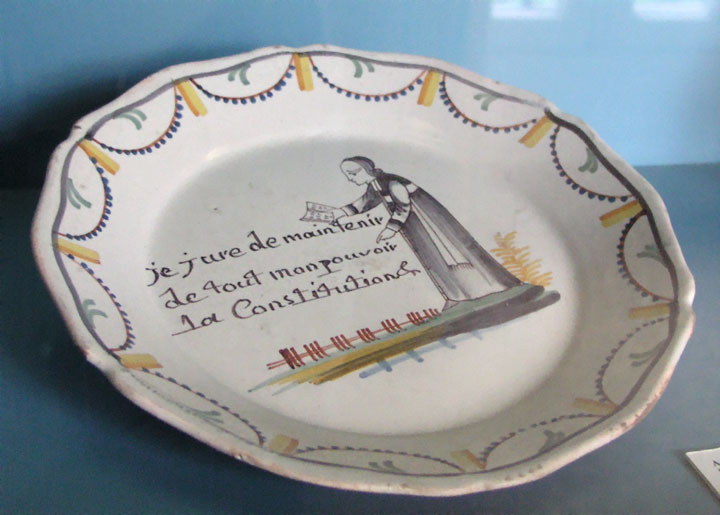
Pamětní talíř z roku 1790 s obrázkem faráře skládajícího přísahu ústavě

Ústavní církev či konstituční církev (francouzsky Église constitutionnelle) byla francouzská státní církev zřízená v roce 1790 během Velké francouzské revoluce na základě občanské ústavy duchovenstva. Byla náhradou za rozpuštěnou katolickou církev. Ústavní církev zanikla konkordátem mezi Napoleonem a papežem Piem VII. uzavřeným roku 1801. Duchovní církve se nazývali ústavní kněží a ústavní biskupové a museli složit přísahu na občanskou ústavu duchovenstva. Byli voleni občany ve volbách a placeni státem.

## Historie
Ústavodárné národní shromáždění odhlasovalo v roce 1790 občanskou ústavu duchovenstva, která znamenala, že kněží jsou placeni a podřízeni přímo státu a jsou zcela nezávislí na Svatém stolci. Tato reforma vycházela z myšlenek galikanismu.

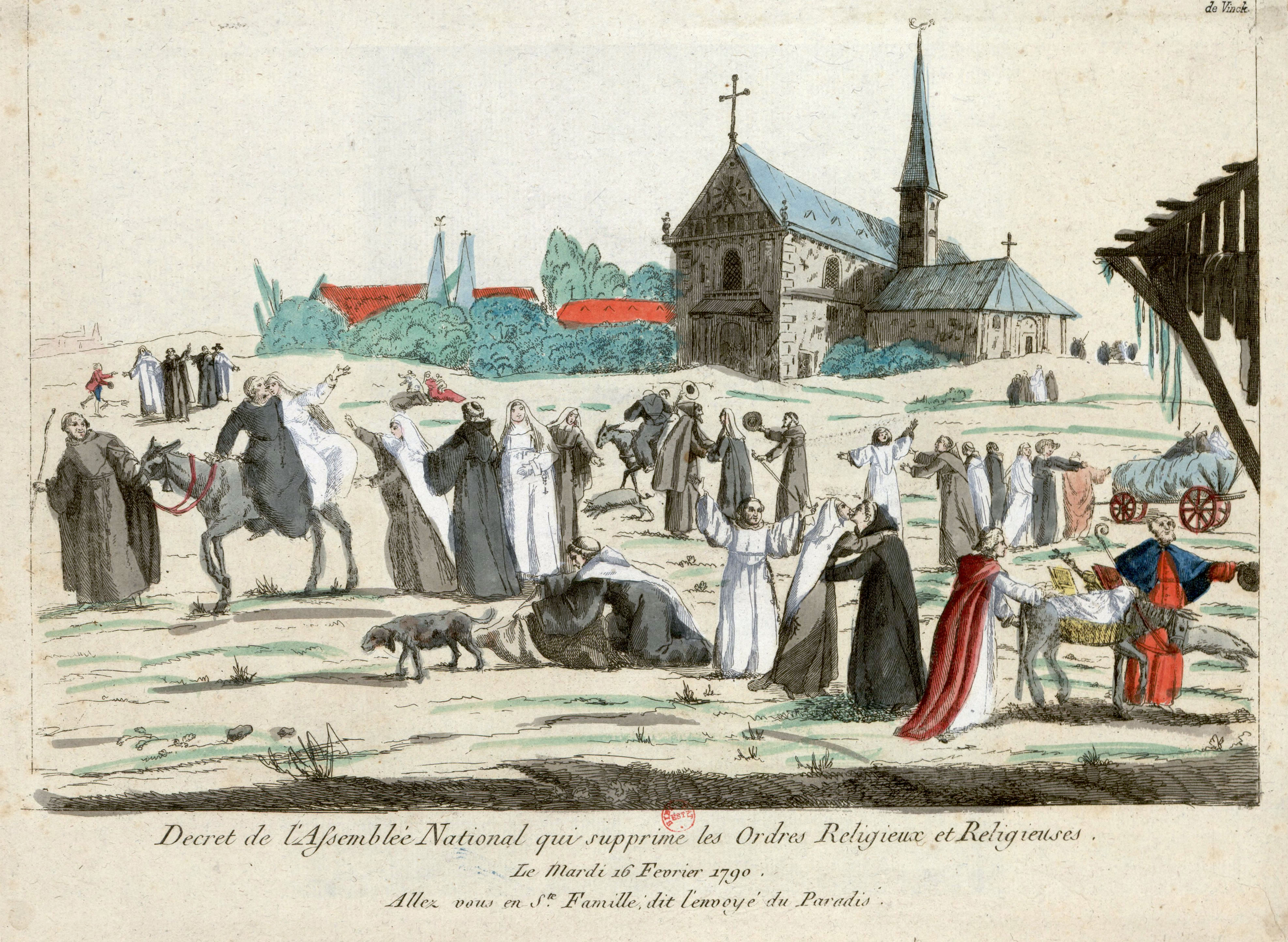
Karikatura mnichů a jeptišek užívajících si nově nabyté svobody

Asi 50 % duchovních starého režimu složilo přísahu ústavě. Tito se nazývali „zapřisáhlí“ (jureurs) nebo „přísežní“ (assermentés) oproti kněžím „nepřisáhlým“ (insermentés) nebo „vzdorným“ (réfractaires). Biskupové skládali přísahu v roce 1791. Většina původních biskupů, když obdržela rozhodnutí papeže o neuznání církve, emigrovala. Noví biskupové byli zvoleni ve volbách.
V roce 1791 byl vydán dekret proti kněžím, kteří nepřísahali na ústavu. Ti, kteří neemigrovali, se skrývali ve svých bývalých farnostech a někdy i nadále nepovoleně sloužili mše a udělovali svátosti, což vedlo k rozdělení populace. Ústavní kněží byli někdy i odmítáni obyvatelstvem, zejména na západě Francie (Bretaň, Vendée). Také zrušení celibátu pro kněze nebylo přijímáno vždy se souhlasem farníků.
Postupně, jak se revoluce radikalizovala, vzdorní kněží se stále více uchylovali do utajení ze strachu, že budou zatčeni.

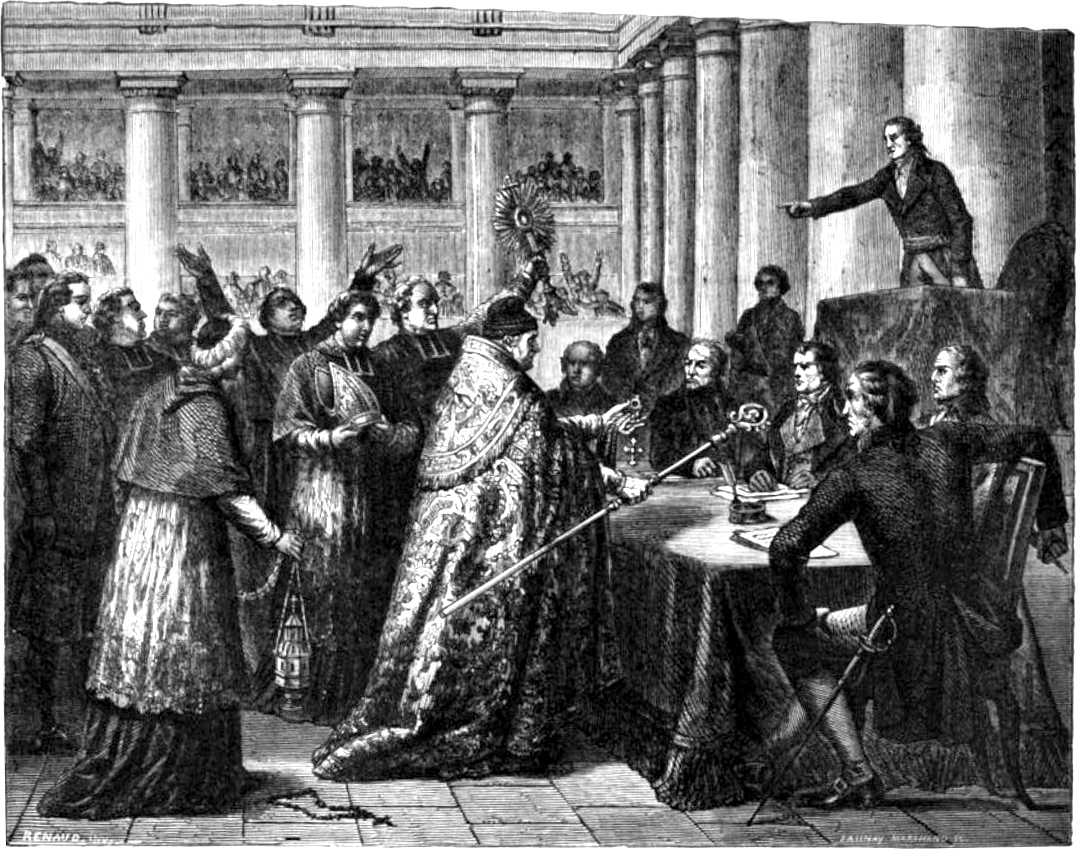
Katoličtí kněží skládají přísahu

Mapa Francie zobrazující množství přísah kněží v roce 1791

K nejvýznamnějším představitelům ústavní církve patřil Henri Grégoire, který chtěl už od počátku revoluce svolat národní koncil, aby stvrdil myšlenky galikanismu rozšířené především mezi nižším duchovenstvem. Nejednalo se ovšem o odštěpení se od římské církve. Ovšem zavržení civilní ústavy duchovenstva papežem Piem VI. tlačilo ústavní kněze k vytvoření autokefální církve. Nicméně nástup Hrůzovlády tyto myšlenky odsunul.
Jakobínský teror znamenal rozsáhlou více či méně organizovanou dechristianizaci. Kněží (přísežní i vzdorní) byli pronásledováni, popravováni nebo deportováni (zejména do Guyany). Jakákoli náboženská činnost byla zakázána. V roce 1794 Robespierre ustanovil Kult Nejvyšší bytosti, objevuje se theofilantropie.
Po thermidorském převratu se proto ústavní církev nacházela v rozvratu. Následkem abdikací a persekucí zůstalo po období Hrůzovlády jen asi 30 ústavních biskupů. Na konci roku 1794 se v Paříži vytvořila skupina čtyř biskupů (Henri Grégoire, Jean-Baptiste Royer, Éléonore-Marie Desbois de Rochefort a Jean-Baptiste Pierre Saurine) a dvou kněží (Augustin Clément a Charles Saillant), kteří začali s obnovou ústavní církve.
V únoru 1795 vydal Národní konvent dekret o náboženské svobodě, který potvrdil oddělení církve od státu. Dne 15. března 1795 vydali biskupové První encykliku (Première Lettre Encyclique), která určovala provizorní řád pro fungování církve. Téhož roku Henri Grégoire založil Společnost křesťanské filozofie (Société de philosophie chrétienne), která se zabývala teologickými otázkami galikanismu. Vydávala časopis Annales de la religion, který propagoval její myšlenky mezi ústavním duchovenstvem.
Nejvyšším orgánem církve byl národní koncil. Poprvé se konal v květnu 1797 v Paříži a sešla se na něm většina ústavních biskupů. Koncil potvrdil principy ústavní církve, její organizaci a způsob volby biskupů a kněží. Papež koncil prohlásil za neplatný.
Druhý národní koncil se odehrál v Paříži roku 1801 a pokoušel se formulovat hlavní principy galikanismu. V té době Napoleon právě projednával konkordát s papežem Piem VII. Napoleon proto prohlásil jeho jednání od počátku za neplatné. Po podpisu konkordátu byli ústavní biskupové vyzváni k demisi.
Většina ústavních duchovních souhlasila s podřízením se výsledkům konkordátu a mohli pokračovat ve své duchovní činnosti. Část se však odmítala s výsledky zcela smířit a vytvořila politickou a církevní opozici, která trvala až do generační výměny během 40. let 19. století. Tresty za nedodržování mohly vést až k zákazu dávat svěcení a sloužit mše. Nejvíce těchto odpůrců se nacházelo v diecézích Troyes, Sens a Paříž.